# كلود بورجيلا

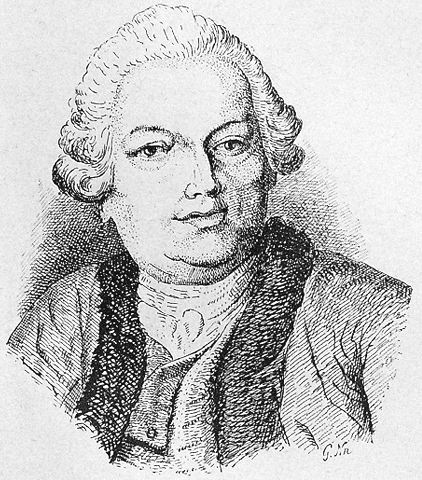
كلود بورجيلا

كلود بورجيلا (بالإنجليزية: Claude Bourgelat)‏ هو طبيب بيطري فرنسي من مواليد ليون في 27 مارس 1712 وهو مؤسس المدرسة الوطنية للبيطرة بليون وهي أول مدرسة للطب البيطري في العالم، توفي في 3 جانفي 1779.